# Aleš Dryml (ur. 1979)

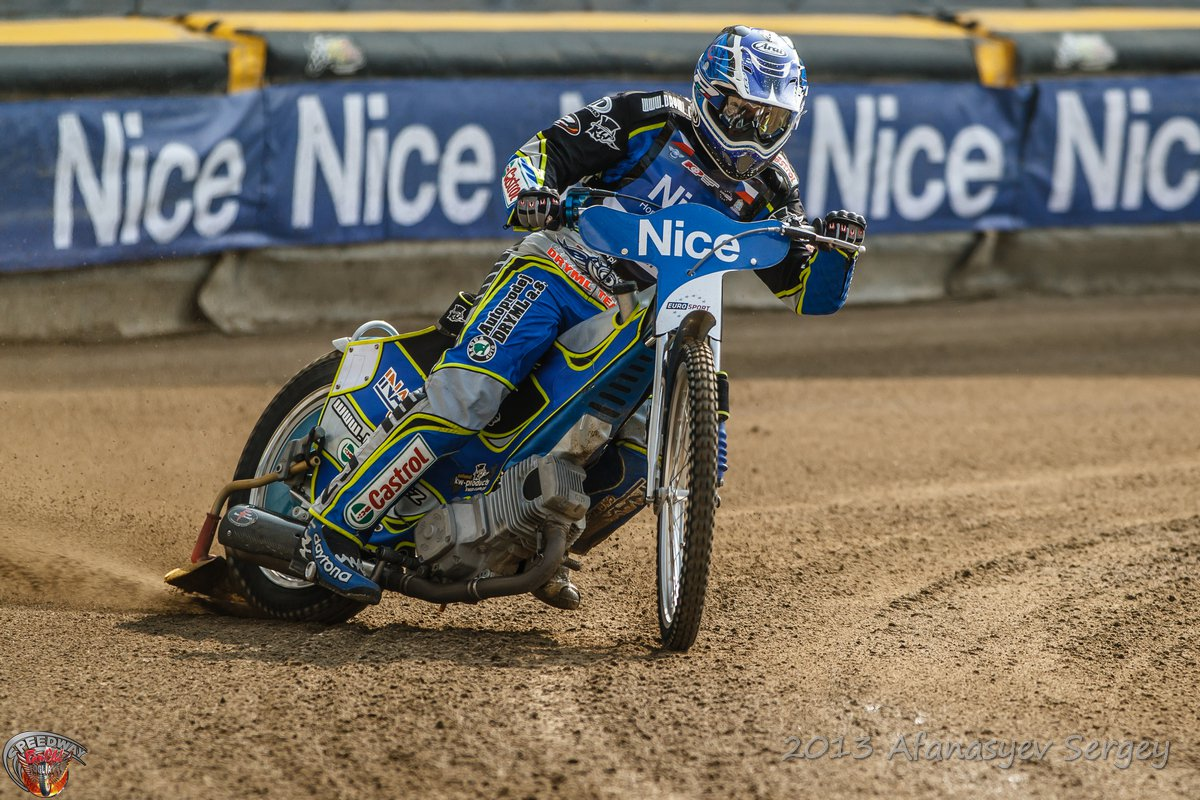

Aleš Dryml (ur. 19 października 1979 w Pardubicach) – czeski żużlowiec.

## Życiorys

### Kariera sportowa
Dwukrotny finalista Indywidualnych Mistrzostw Świata Juniorów (Vojens 1999 – srebrny medal, Gorzów Wielkopolski 2000 – IV m.), Drużynowy Wicemistrz Świata (Pardubice 1999), finalista Drużynowego Pucharu Świata (Peterborough 2002 – V m.), czterokrotny medalista Indywidualnych Mistrzostw Europy (Lonigo 2005 – srebrny, Togliatti 2009 – brązowy, Tarnów 2010 – srebrny, 2012 – złoty), Indywidualny Wicemistrz Europy Juniorów (Krško 1998), pięciokrotny medalista Mistrzostw Europy Par (trzykrotnie złoty – 2004, 2007, 2009, dwukrotnie srebrny – 2005, 2008) oraz srebrny medalista Klubowego Pucharu Europy (1999, w barwach klubu MSC Diedenbergen). Czterokrotnie uczestniczył w cyklach Grand Prix IMŚ (2002, 2003, 2004, 2005), w tym w 2004 r. jako pełnoprawny uczestnik (w końcowej klasyfikacji zajął XXII miejsce).
Do innych jego indywidualnych sukcesów należą m.in. srebrny (2001) i brązowy (1998) medal Indywidualnych Mistrzostw Niemiec oraz II m. (2004) i III m. (2005) w turniejach o „Zlatą Přilbę”.
W rozgrywkach z cyklu Drużynowych Mistrzostw Polski startuje od 1999 r., w poszczególnych latach reprezentując kluby RKM Rybnik (1999–2000), Unii Leszno (2001–2002), KM Ostrów Wielkopolski (2005), Unibaxu Toruń (2006–2007), Unii Tarnów (2008) oraz Stali Rzeszów (2009). W swoim dorobku posiada dwa srebrne medale DMP, które zdobył w latach 2002 i 2007.
W 2006 r. podczas ligowego meczu w Anglii uległ poważnemu wypadkowi, po którym przez kilka dni pozostawał w śpiączce.

### Życie prywatne
Syn Aleša Drymla i brat Lukáša Drymla, również żużlowców.

## Przynależność klubowa
Czechy
- Zlata Prilba Pardubice

Polska
- RKM Rybnik (1999–2000)
- Unia Leszno (2001–2002)
- KM Ostrów (2005)
- Unibax Toruń (2006–2007)
- Unia Tarnów (2008)
- Stal Rzeszów (2009)
- Speedway Miszkolc (Węgry, 2010)
- Włókniarz Częstochowa (2011)
- Start Gniezno (2012)
- GKM Grudziądz (2013)
- ŻKS Ostrovia (2014)

Wielka Brytania
- Oxford Cheetahs (2002–2003)
- Poole Pirates (2003)
- Belle Vue Aces (2003)
- Peterborough Panthers (2004–2005)
- Oxford Cheetahs (2006–2007)
- Wolverhampton Wolves (2008)
- Poole Pirates (2009)
- Peterborough Panthers (2009–2010)
- Ipswich Witches (2010)
- Birmingham Brummies (2011)
- Belle Vue Aces (2012–2013)

Szwecja
- Örnarna Mariestad (2002)
- VMS Elit Vetlanda (2003–2005)

## Starty w Grand Prix IMŚ

### Punkty w poszczególnych zawodachGrand Prix
| Sezon 2002                   |                         |                                |                                |                                |                                 |                           |                       |                     |                       |                            |                   |         |         |         |         |         |         |         |         |         |         |         |         |         |         |        |        |        |        |        |        |        |        |        |        |        |        |        |        |        |        |        |        |        |        |        |        |
| GP Norwegii – Hamar          | GP Polski – Bydgoszcz   | GP Wielkiej Brytanii – Cardiff | GP Słowenii – Krško            | GP Szwecji – Sztokholm         | GP Czech – Praga                | GP Skandynawii – Göteborg | GP Europy – Chorzów   | GP Danii – Vojens   | GP Australii – Sydney | miejsce                    | miejsce           | miejsce | miejsce | miejsce | miejsce | miejsce | miejsce | miejsce | miejsce | miejsce | miejsce | miejsce | miejsce | miejsce | miejsce | punkty | punkty | punkty | punkty | punkty | punkty | punkty | punkty | punkty | punkty | punkty | punkty | punkty | punkty | punkty | punkty | punkty | punkty | punkty | punkty | punkty | punkty |
| –                            | –                       | –                              | –                              | –                              | 1                               | –                         | –                     | –                   | –                     | 39                         | 39                | 39      | 39      | 39      | 39      | 39      | 39      | 39      | 39      | 39      | 39      | 39      | 39      | 39      | 39      | 1      | 1      | 1      | 1      | 1      | 1      | 1      | 1      | 1      | 1      | 1      | 1      | 1      | 1      | 1      | 1      | 1      | 1      | 1      | 1      | 1      | 1      |
| Sezon 2003                   |                         |                                |                                |                                |                                 |                           |                       |                     |                       |                            |                   |         |         |         |         |         |         |         |         |         |         |         |         |         |         |        |        |        |        |        |        |        |        |        |        |        |        |        |        |        |        |        |        |        |        |        |        |
| GP Europy – Chorzów          | GP Szwecji – Avesta     | GP Wielkiej Brytanii – Cardiff | GP Danii – Kopenhaga           | GP Słowenii – Krško            | GP Skandynawii – Göteborg       | GP Czech – Praga          | GP Polski – Bydgoszcz | GP Norwegii – Hamar | miejsce               | miejsce                    | miejsce           | miejsce | miejsce | miejsce | miejsce | miejsce | miejsce | miejsce | miejsce | miejsce | miejsce | miejsce | miejsce | miejsce | miejsce | punkty | punkty | punkty | punkty | punkty | punkty | punkty | punkty | punkty | punkty | punkty | punkty | punkty | punkty | punkty | punkty | punkty | punkty | punkty | punkty | punkty | punkty |
| –                            | –                       | –                              | –                              | –                              | –                               | 3                         | –                     | –                   | 36                    | 36                         | 36                | 36      | 36      | 36      | 36      | 36      | 36      | 36      | 36      | 36      | 36      | 36      | 36      | 36      | 36      | 3      | 3      | 3      | 3      | 3      | 3      | 3      | 3      | 3      | 3      | 3      | 3      | 3      | 3      | 3      | 3      | 3      | 3      | 3      | 3      | 3      | 3      |
| Sezon 2004                   |                         |                                |                                |                                |                                 |                           |                       |                     |                       |                            |                   |         |         |         |         |         |         |         |         |         |         |         |         |         |         |        |        |        |        |        |        |        |        |        |        |        |        |        |        |        |        |        |        |        |        |        |        |
| GP Szwecji – Sztokholm       | GP Czech – Praga        | GP Europy – Wrocław            | GP Wielkiej Brytanii – Cardiff | GP Danii – Kopenhaga           | GP Skandynawii – Göteborg       | GP Słowenii – Krško       | GP Polski – Bydgoszcz | GP Norwegii – Hamar | miejsce               | miejsce                    | miejsce           | miejsce | miejsce | miejsce | miejsce | miejsce | miejsce | miejsce | miejsce | miejsce | miejsce | miejsce | miejsce | miejsce | miejsce | punkty | punkty | punkty | punkty | punkty | punkty | punkty | punkty | punkty | punkty | punkty | punkty | punkty | punkty | punkty | punkty | punkty | punkty | punkty | punkty | punkty | punkty |
| 1                            | 3                       | 1                              | 3                              | 3                              | 1                               | 2                         | 5                     | 3                   | 22                    | 22                         | 22                | 22      | 22      | 22      | 22      | 22      | 22      | 22      | 22      | 22      | 22      | 22      | 22      | 22      | 22      | 22     | 22     | 22     | 22     | 22     | 22     | 22     | 22     | 22     | 22     | 22     | 22     | 22     | 22     | 22     | 22     | 22     | 22     | 22     | 22     | 22     | 22     |
| Sezon 2005                   |                         |                                |                                |                                |                                 |                           |                       |                     |                       |                            |                   |         |         |         |         |         |         |         |         |         |         |         |         |         |         |        |        |        |        |        |        |        |        |        |        |        |        |        |        |        |        |        |        |        |        |        |        |
| GP Europy – Wrocław          | GP Szwecji – Eskilstuna | GP Słowenii – Krško            | GP Wielkiej Brytanii – Cardiff | GP Danii – Kopenhaga           | GP Czech – Praga                | GP Skandynawii – Målilla  | GP Polski – Bydgoszcz | GP Włoch – Lonigo   | miejsce               | miejsce                    | miejsce           | miejsce | miejsce | miejsce | miejsce | miejsce | miejsce | miejsce | miejsce | miejsce | miejsce | miejsce | miejsce | miejsce | miejsce | punkty | punkty | punkty | punkty | punkty | punkty | punkty | punkty | punkty | punkty | punkty | punkty | punkty | punkty | punkty | punkty | punkty | punkty | punkty | punkty | punkty | punkty |
| –                            | –                       | –                              | –                              | –                              | 3                               | –                         | –                     | –                   | 26                    | 26                         | 26                | 26      | 26      | 26      | 26      | 26      | 26      | 26      | 26      | 26      | 26      | 26      | 26      | 26      | 26      | 3      | 3      | 3      | 3      | 3      | 3      | 3      | 3      | 3      | 3      | 3      | 3      | 3      | 3      | 3      | 3      | 3      | 3      | 3      | 3      | 3      | 3      |
| Sezon 2013                   |                         |                                |                                |                                |                                 |                           |                       |                     |                       |                            |                   |         |         |         |         |         |         |         |         |         |         |         |         |         |         |        |        |        |        |        |        |        |        |        |        |        |        |        |        |        |        |        |        |        |        |        |        |
| GP Nowej Zelandii – Auckland | GP Europy – Bydgoszcz   | GP Szwecji – Göteborg          | GP Czech – Praga               | GP Wielkiej Brytanii – Cardiff | GP Polski – Gorzów Wielkopolski | GP Danii – Kopenhaga      | GP Włoch – Terenzano  | GP Łotwy – Dyneburg | GP Słowenii – Krško   | GP Skandynawii – Sztokholm | GP Polski – Toruń | miejsce | miejsce | miejsce | miejsce | miejsce | miejsce | miejsce | miejsce | miejsce | miejsce | miejsce | miejsce | miejsce | miejsce | punkty | punkty | punkty | punkty | punkty | punkty | punkty | punkty | punkty | punkty | punkty | punkty | punkty | punkty |        |        |        |        |        |        |        |        |
| –                            | –                       | –                              | 3                              | 2                              | 2                               | –                         | 4                     | –                   | 2                     | 3                          | 0                 | 17      | 17      | 17      | 17      | 17      | 17      | 17      | 17      | 17      | 17      | 17      | 17      | 17      | 17      | 16     | 16     | 16     | 16     | 16     | 16     | 16     | 16     | 16     | 16     | 16     | 16     | 16     | 16     |        |        |        |        |        |        |        |        |

| Statystyki        | Statystyki |
| ----------------- | ---------- |
| Starty            | 19         |
| Zwycięstwa        | 0          |
| Miejsca na podium | 0          |
| Finalista         | 0          |
| Punkty            | 45         |